# Outlook Express
Pour les articles homonymes, voir Outlook.
 (avril 2013).
Si vous disposez d'ouvrages ou d'articles de référence ou si vous connaissez des sites web de qualité traitant du thème abordé ici, merci de compléter l'article en donnant les références utiles à sa vérifiabilité et en les liant à la section « Notes et références ».
Chronologie des versions
Microsoft Windows Mail
Outlook Express était le logiciel de gestion de courriel et de groupes de nouvelles incorporé dans le système d'exploitation Microsoft Windows, de Windows 98 à Windows XP. Il était aussi disponible gratuitement au téléchargement pour les anciennes versions du système d'exploitation d'Apple, mais pas pour Mac OS X sur lequel il a été remplacé par Microsoft Entourage vendu avec Microsoft Office pour Macintosh.
Outlook Express est devenu un client de courriel largement utilisé dans le monde Windows (bien que concurrencé par le logiciel libre Thunderbird), notamment en raison de son inclusion dans Microsoft Windows de Windows 95 OSR 2 à Windows XP, ceci malgré la présence de failles de sécurité que Microsoft a partiellement comblées au fil des années.
C'était, du point de vue des fonctionnalités, une version allégée de Microsoft Outlook, intégré à la suite Microsoft Office, bien qu'utilisant un format de base de données distinct (format DBX pour Outlook Express 6, format PST pour Outlook). Le format DBX a été critiqué en raison de sa propension à la corruption, augmentant avec la taille du fichier DBX et le nombre de messages que celui-ci contient, avec en outre une limite franche de 2 Go par fichier au-delà de laquelle Outlook Express ne peut plus y accéder correctement (il était par conséquent préconisé de classer les messages par année ou par catégorie, chaque dossier créé dans l'interface du logiciel générant un fichier DBX distinct, plutôt que de tout conserver dans les dossiers d'origine Boîte de réception et Éléments envoyés). Ce problème était accentué par la procédure de compactage (consistant à réorganiser le fichier de base de données en supprimant effectivement les messages effacés), qui pouvait mal se dérouler et provoquer la perte de nombreux messages. Des modifications apportées par certains Service Packs de Windows ont partiellement résolu ce type de problème (en supprimant le compactage automatique, ou en instaurant une procédure de sauvegarde automatique avant compactage, chaque fichier DBX étant copié dans la corbeille avec l'extension .bak, et pouvant être restauré en cas d'anomalie).
En tant que client de groupes de nouvelles, Outlook Express était critiqué par bon nombre d'utilisateurs du réseau Usenet de par la mise en œuvre de la pratique appelée TOFU (text over, fullquote under), consistant à disposer par défaut la réponse au-dessus du message cité, considérée comme mauvaise par la nétiquette car cette disposition brise le fil des discussions. De plus la gestion du formatage des citations enchâssées était jugée hasardeuse. Des extensions créées par des programmeurs tiers, comme OEQuoteFix, sont apparues pour résoudre ces problèmes.
Sur Windows Vista, Outlook Express a été remplacé par Windows Mail. Il n'existe plus de client de messagerie préinstallé depuis Windows 7, mais le successeur direct d'Outlook Express est Windows Live Mail, inclus dans le pack Windows Live.

## Versions
- Microsoft Internet Mail and News 3, distribué avec Windows 95 OSR 2 en 1996 (d'où le nom de l'exécutable, ayant perduré par la suite : msimn.exe).
- Outlook Express v 4, distribué avec Windows 98 (juin 1998), les messages sont enregistrés dans des fichiers MBX.
- Outlook Express v 5, distribué avec Windows 98SE (juin 1999), les messages sont enregistrés dans des fichiers DBX (un fichier .dbx par dossier de messagerie).
- Outlook Express v 5.5 distribué avec Windows Me (juin 2000), conserve le format DBX.
- Outlook Express v 6, distribué avec Windows XP, conserve le format DBX.